# 鈴木宗男
鈴木宗男（日语：／ Suzuki Muneo，1948年1月31日—），日本著名的親俄派政治人物，日本維新会所属的参議院議員(1期)、地域政党新党大地代表。原眾議院議員（8期）。
歷任擔任北海道開發廳長官（第66代）、沖繩開發廳長官（第35代）、内閣官房副長官（小渕内閣・小渕第1次改造内閣）等官職。

## 生平
2002年離開自民黨，後創建地域政黨新黨大地並於2004年當選參議員，之後因罪入獄於2017年後恢復公民權，並加入維新會參加同年眾議院選舉失利，直至2019年的參議院選舉透過比例代表再次當選，後因擅自訪問俄羅斯而遭維新會除籍，因與自民黨幹事長森山裕相識多年，並在其保證下重返已經離黨23年的自民黨並參加此次參議院選舉。6月26日，自民黨在比例代表中正式提名現任參議員鈴木宗男。